# Hanno Hahn
Hanno Hahn (Berlino, 9 aprile 1922 – Mars-la-Tour, 29 agosto 1960) è stato uno storico dell'arte e storico dell'architettura tedesco.

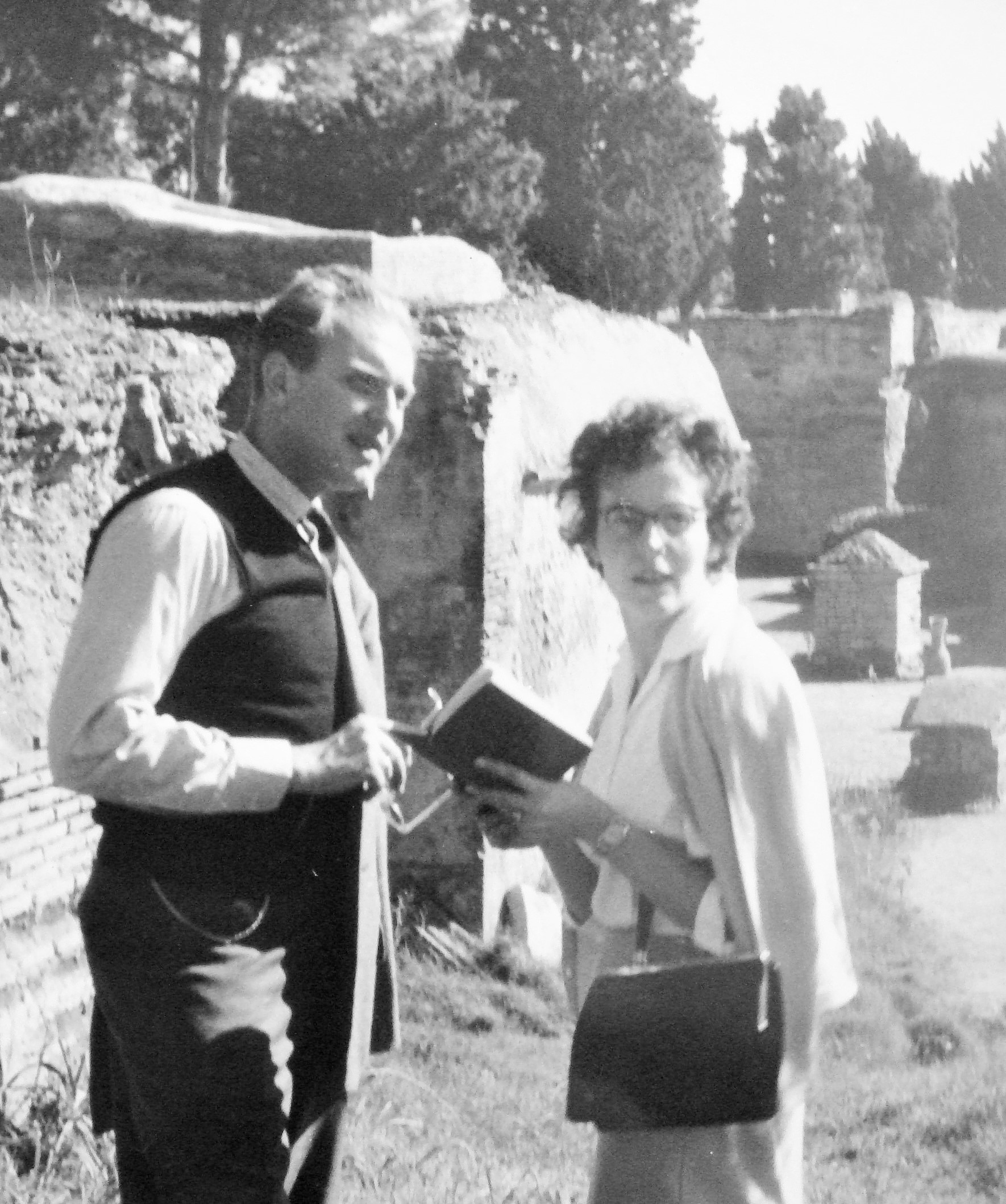
Hanno e Ilse Hahn a Ostia Antica, Aprile 1960

La scoperta delle leggi della proporzione dell'architettura cistercense nel XII secolo lo rese noto nel mondo fra gli specialisti della materia.

## Biografia
Hanno Hahn nacque nel 1922 a Berlino-Dahlem, unico figlio del chimico tedesco Otto Hahn e dell'insegnante di educazione artistica e pittrice Edith Hahn, nata Junghans. Dopo la maturità presso il liceo classico Arndt, dal 1940 studiò per due semestri scienza del teatro, germanistica e filosofia presso la Friedrich Wilhelms Universität di Berlino. Recitò in diversi piccoli ruoli al Teatro di Stato di Berlino, fra gli altri accanto a Gustaf Gründgens e Bernhard Minetti.
Nel 1942 andò militare e fu subito inviato al fronte orientale, dove venne presto promosso ufficiale e nominato comandante-carrista in un Panzer V Panther (un ruolo che ricoprì, fra l'altro, nella battaglia di Kupjansk e nella quarta battaglia di Char'kov. Ricevette importanti decorazioni (fra cui entrambe le Croci di Ferro) e, nell'aprile 1944, essendo stato ferito gravemente presso Pietrow (17 schegge), gli fu amputato il braccio sinistro nell'ospedale da campo di Sambir.
Qui conobbe la sua futura moglie, l'infermiera Ilse Pletz (nata il 19 aprile 1920, figlia di una coppia di insegnanti di Francoforte, Arthur e Margarethe Pletz), che con la sua esperienza in campo medico e la sua energia lo salvò da morte sicura. Si sposarono nel maggio 1945 a Tailfingen (nel Württemberg). Il 14 aprile 1946, esattamente fra i compleanni dei due genitori, vide la luce il loro figlio Dietrich a Francoforte sul Meno.
Dopo aver ripreso gli studi di scienze culturali a Tubinga, nel 1946 Hanno Hahn si trasferì all'Università di Francoforte sul Meno, dove studiò storia dell'arte, archeologia classica, filosofia e filologia italiana. Nel 1949 trascorse due semestri presso la famosa Scuola normale superiore di Pisa, dove si rafforzò il suo speciale interesse per la storia dell'arte e dell'architettura italiane. Le ferie estive le utilizzava per lunghi viaggi di studio e di approfondimento in tutta Europa, ma in prevalenza in Francia, in Spagna e nella stessa Italia.

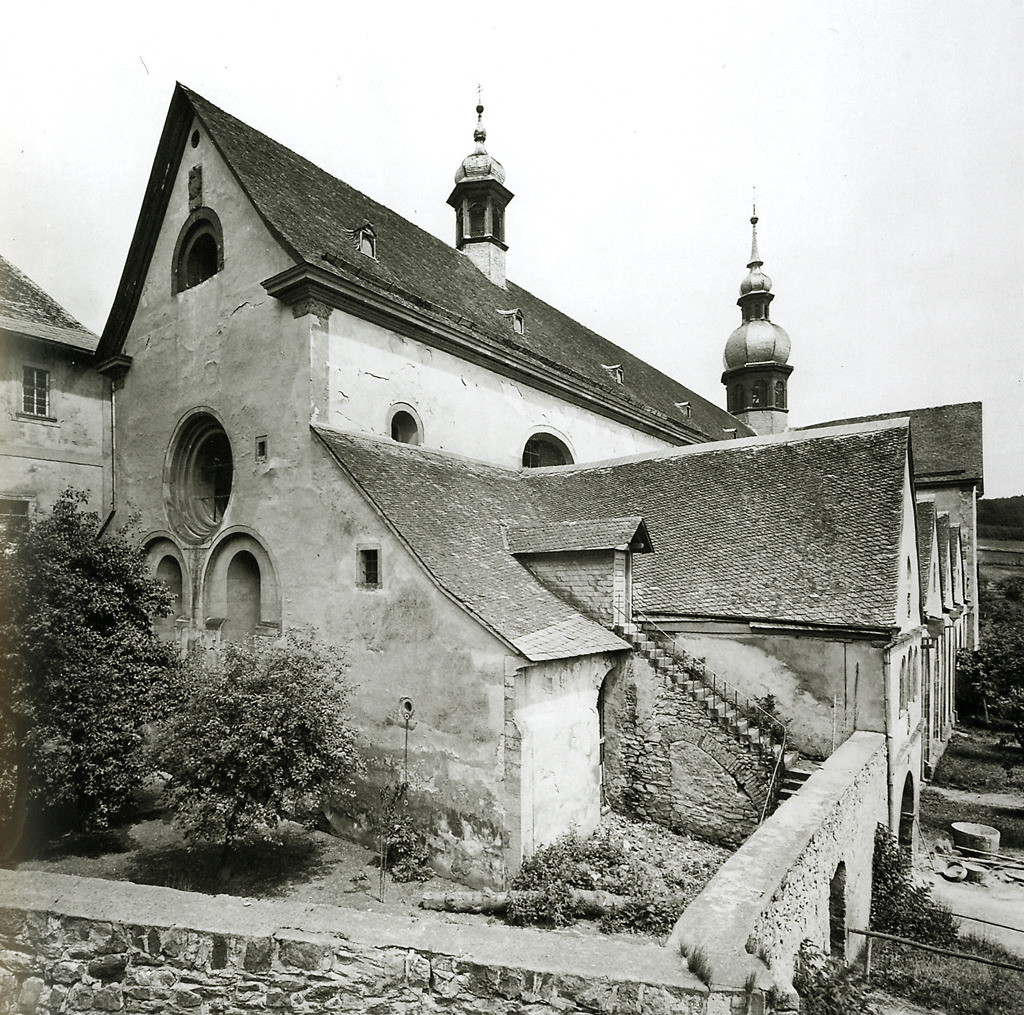
La Chiesa dell'Abbazia di Eberbach, vista dal sud-ovest, ca. 1885. Fotografia di Albrecht Meydenbauer

Nel 1953 si laureò con il Professor Harald Keller presso l'Università di Francoforte sul Meno, con una tesi su La Chiesa dell'Abbazia Cistercense di Eberbach im Rheingau e l'Architettura Romanica dell'Ordine cistercense nel XII secolo (Voto: Summa cum laude). «Ha fatto delle osservazioni sul monastero di Eberbach' - affermò il Prof. Dr. Harald Keller - 'che avrebbero dovuto esser fatte già cinquant'anni fa.»
Poi lavorò per un anno come volontario all'Istituto d'Arte Staedel di Francoforte. Nel 1955 gli venne offerto un incarico presso la Bibliotheca Hertziana a Roma, inizialmente come borsista e, dal 1957, come responsabile della Ricerca sull'Arte nell'Italia meridionale.
Nel 1957 venne pubblicato il lavoro principale di Hahn, Die frühe Kirchenbaukunst der Zisterzienser (L'architettura sacra del primo periodo dei Cistercensi), in cui dimostrò e descrisse dettagliatamente le leggi della proporzione dell'architettura cistercense nel XII secolo, da lui scoperte. Il libro divenne molto noto, venne recensito in tutto il mondo ed è diventato un classico della storia dell'architettura medioevale.
Nel 1955, a seguito di un invito della Fondazione americana Ford, accompagnò suo padre Otto Hahn in un viaggio di cinque settimane negli Stati Uniti d'America (fra l'altro, a New York, Washington, Chicago, Berkeley e San Francisco). Nel 1959, insieme con il biochimico Feodor Lynen e il fisico nucleare Wolfgang Gentner, Hanno Hahn fece parte, come unico esperto di scienze storiche e filologiche, della delegazione della Società Max Planck, guidata da Otto Hahn, in una visita ufficiale in Israele (Istituto Weizmann per le Scienze, Rehovot), per prendere i primi contatti scientifici con colleghi israeliani (fra gli altri, con Vera Weizmann, la vedova del primo presidente israeliano Chaim Weizmann e i professori Abba Eban, Yigael Yadin, Giulio Racah e Yehuda Hirshberg dell'Università Ebraica di Gerusalemme). Questo viaggio, che ebbe luogo sei anni prima dello stabilimento di rapporti diplomatici fra Israele e la Germania, segnò una svolta nelle relazioni tra i due stati e contribuì concretamente al superamento di quel profondo fossato che divideva i due paesi, causato dall'olocausto e dai crimini del nazismo. Dal 1989, questo viaggio è stato apprezzato in diverse occasioni celebrative, sia in Israele che in Germania, come "evento storico" - sia in presenza dell'allora Presidente Federale Richard von Weizsäcker che del Presidente dell'Istituto Weizmann Haim Harari.
Dopo aver partecipato ad un congresso a Bath, nel sud dell'Inghilterra, cui seguì un viaggio di studio nel nord della Francia, il 29 agosto 1960 Hanno ed Ilse Hahn ebbero un incidente d'auto presso Mars-la-Tour (Lorena). A causa dello scoppio della gomma anteriore sinistra, la loro auto si ribaltò più volte in una scarpata. Hanno Hahn morì sul colpo, mentre Ilse Hahn venne ricoverata, con due fratture alle vertebre cervicali, alla 'Clinique des Mînes' di Briey. «Dopo un ricovero sopportato con forza ammirevole, il 7 settembre seguì suo marito nella morte.» (estratto dalla partecipazione di morte).
Nel 1961 venne pubblicato, postumo, il secondo libro di Hanno Hahn, sugli Hohenstaufenburgen in Süditalien (Castelli imperiali svevi in Suditalia), con immagini suggestive del noto fotografo Albert Renger-Patzsch.
(Eugenio Battisti: Hanno Hahn in memoriam. In: Palladio, No. 12, 1962, p. 63-64.)
In memoria di Hanno e Ilse Hahn e per la promozione di giovani storici (e storiche) dell'arte dotati, nel 1990 è stato istituito il Premio Hanno e Ilse Hahn per meriti eccezionali nel campo della storia dell'arte italiana. Il premio, che nel frattempo ha acquisito notorietà internazionale, viene conferito ogni due anni dal curatorio della Biblioteca Hertziana, nel corso di una cerimonia a Roma.

## Pubblicazioni
(in forma di libri)
- Hanno Hahn: Die frühe Kirchenbaukunst der Zisterzienser (L'architettura sacra del primo periodo dei Cistercensi). Ricerche sulla storia dell'architettura del monastero di Eberbach im Rheingau e sulle sue analogie europee nel XII secolo. Verlag Gebr. Mann, Berlin 1957.
- Hanno Hahn (testo e illustrazioni), Albert Renger-Patzsch (fotografie): Hohenstaufenburgen in Süditalien (Castelli imperiali svevi dell'Italia del Sud). C.H. Boehringer Sohn, Ingelheim am Rhein 1961. (Edizione postuma di Gerda Soergel-Panofsky).

Ma ecco ora un'altra opera magistrale dello Hahn, sui "Castelli imperiali dell'Italia del Sud". [...] La fortuna ha voluto, in mezzo a tanta tristezza, che il saggio dello Hahn sia stato ultimato prima della sua morte. Esso, per l'eleganza dello stile e del ragionamento, per l'equilibrio con cui nuove ipotesi sono affacciate, è un autentico capolavoro. [...] Certo, quest'opera era destinata a crescere, a svilupparsi. Mia già costituisce un caposaldo storiografico destinata ad avere vasta risonanza, in quanto per la prima volta inserisce l'architettura imperiale, specialmente federiciana, non solo nel contesto dello stile cisterciense, (cui da tempo era stata associata), ma in quello, trascuratissimo, dell'arte araba. [...] Lo Hahn dà, nel volume ora uscito, la prima vera storia dell'architettura federiciana, ricreandone anche il contesto storico e sociale.»
(EUGENIO BATTISTI: I castelli di Federico. In: Il Mondo, 30 gennaio 1962. p. 13.)

## Opinioni
- «Illustre e caro amico, dopo un paio di giorni di assenza, nella massa di lettere che mi attendeva, mi ha commosso la notizia della tragedia che è toccata alla Sua famiglia. Non riesco a trovare parole di "conforto", come usa in questi casi, ma posso soltanto dire che con il mio pensiero sono vicino al dolore Suo e della Sua signora. In una cordiale conversazione, che ebbi con Suo figlio in occasione del Suo 80º compleanno, potei apprezzare il suo livello di umanità e di preparazione scientifica; ma parlarne è forse fuori posto in questo momento di dolore che assale Lei, la Sua famiglia e i Suoi amici dopo questa terribile notizia. Mi permetta soltanto di dire, caro e illustre amico, quanto sia partecipe del Vostro lutto. - Suo, Theodor Heuss». (Il Presidente della Repubblica Federale di Germania, Prof. Dr. Theodor Heuss, a Otto Hahn, il 16 settembre 1960).
- «Sono molto addolorato nell'apprendere di questa tragedia. Non avevo conosciuto Hahn personalmente prima, ma quando lo conobbi alla scuola estiva di Bath ne ricevetti una impressione enorme. Per la scienza sarà una grande perdita.» (Prof. Dr. Sir Anthony Blunt, Londra).
- «Hahn était savant et modeste, aimable et confraternel. Le commun intérêt pour les questions cisterciennes nous unissait et j'entretennais avec lui les plus cordiales relations. Ses travaux resteront comme le témoignage de son savoir et de son intelligence et ceux qui l'ont connu garderont un pieux souvenir pour lui.» (Prof. Dr. Henri-Paul Eydoux, Parigi).
- «Avevo avuto modo di apprezzare l'uomo e lo studioso e mi sentivo a lui legato, oltre che dal sentimento di stima, anche da viva e cordiale solidarietà.» (Prof. Dr. Adriano Prandi, Bari).
- «Attraverso il perfezionamento dell'analisi e nuovi metodi di osservazione e di rappresentazione della ricerca sui cistercensi, relativa al periodo romanico, Hahn ha largamente indicato dei sentieri nuovi. Per la sua professione di storico dell'arte, in particolare come studioso di architettura, era fatto apposta: un acuto spirito di osservazione ed una sottile capacità di immedesimazione; intuito artistico e chiara mente matematica; in altre parole, un equilibrio tra raziocinio e sentimento. Il suo temperamento allegro e attivo gli fece conoscere il bello in modo diretto; sapeva come compiacersi e come comunicare il suo piacere agli altri; descrivere in modo chiaro percezione e vissuto; descrivere e spiegare le opere d'arte verbalmente e per iscritto; possedeva una marcata dote pedagogica; il suo sguardo trasmetteva entusiasmo, la sua parola convinceva. Hahn era libero da alterigia intellettuale, sempre pronto per ogni tipo di aiuto, anche i più modesti e quelli di tipo manuale. La storia dell'arte perde con lui un collega che, pieno di belle speranze, aveva appena varcato la soglia del suo spazio vitale di scienziato, un leale compagno di coloro che lavoravano alla Hertziana.» (Prof. Dr. Conte Franz Wolff Metternich, Roma).
- «Il suo spirito giovanile vive nella sua eredità scientifica, la quale, anche se soltanto agli inizi, attraverso la sua validità ha palesato un maestro ed è stata apprezzata da tutti.» (Monsignor Prof. Dr. Ludwig Voelkl, Vaticano).
- «Quanto fu importante la sua figura per tutti coloro che lavoravano alla Hertziana! Era sempre pronto a mettere da parte le sue esigenze personali per discutere dei problemi degli altri, di carattere scientifico o personale che fossero, e offrire, in modo riservato, il suo intelligente consiglio. Certamente, tutto questo non sarebbe stato possibile senza sua moglie. Forse per lei è stata una fortuna non essere rimasta sola, ma per noi tutti, che abbiamo conosciuto e amato Hanno e Ilse Hahn, questa disgrazia è ancora più incomprensibile.» (Prof. Dr. Stephan Waetzoldt, Berlino).
- «Come storico dell'arte, Hanno Hahn era di un ingegno unico e, nonostante la sua età giovanile, già significativo sul piano europeo. Come uomo, era profondamente modesto, di grande amabilità e sfavillante di gioia di vivere. Sarò sempre grato che Hanno Hahn e la sua graziosa signora Ilse mi abbiano fatto dono della loro amicizia fino all'ultimo. Resteranno sempre nella mia memoria, dove occuperanno un posto speciale.» (Prelato Prof. Dr. Josef Höfer, Vaticano).